# Валенсия КФ
„Валенсия Клуб де Футбол“ (на испански: Valencia Club de Fútbol, кратък вариант „Валенсия“) е професионален футболен клуб от град Валенсия, Испания.
„Валенсия“ е сред най-успешните клубове в историята на испанския футбол. Състезава се в испанската Примера Дивисион. Има 6 спечелени титли от държавните първенства, 6-кратен носител на Купата на Краля и носител на 3 отличия от престижни международни състезания, организирани от УЕФА. „Валенсия“ има 2 загубени финала от турнира за Купата на Шампионската лига, през 2000 и 2001 г. Членува в елитната европейска футболна групировка Г-14.
Клубът е основан през 1919 г. От 1923 г. мачовете му се провеждат на стадион Естадио Местая в гр. Валенсия, като това е 5-ият по големина стадион в Испания с 55 000 седящи места. Според данни от сезона 2004/2005 г., клубът е на 19-о място сред най-богатите клубове в света.
От 3 декември 2012 г. за старши треньор на отбора е назначен испанецът Ернесто Валверде, който трябва да изкара отбора от кризата, в която се намира и да го изкачи в челните места.

## История
Клубът е основан на 5 март 1919 г. и е официално регистриран на 18 март 1919 г. Първият президент е Октавио Аугусто Милего Диас, който е избран като такъв след хвърляне на монета. Отборът играе първия си мач като гост на 21 май 1919 г. срещу Валенсия Гимнастико и губи с 1:0.
Валенсия се мести на стадион Местая през 1923 г. Първият мач на този стадион е срещу Кастелион Касталия и завършва 0:0. На следващия ден срещу същия противник Валенсия печели с 1:0. Валенсия става регионален шампион през същата година и така получава правото да играе в турнира за Купата на Краля (Копа дел Рей).

## Стадион
Отначало Валенсия играе на стадион Алжирос, като се мести на настоящия Местая през 1923 г. През 1950 г. Местая е реконструиран, а капацитетът му е увеличен до 50 000 души. Днес капацитетът е 53 000 места. Все пак Валенсия има намерение да се премести на нов стадион в северозападната част на града през 2009 г. „Новият Местая“ би трябвало да е за около 75 000 души и да получи 5 звезди от УЕФА.

## Срещи с български отбори
„Валенсия“ се е срещал с български отбори в официални и приятелски срещи.

### „Славия“
Отборът на Славия пръв се среща с „прилепите“ през 1969 година. „Белите“ отстраняват шесткратните шампиони на Испания от надпреварата за Купата на панаирните градове. Срещите между двата тима се провеждат на 17 септември (2:0 в София с голове на Божидар Григоров и Тодор Колев) и 1 октомври (1:1 във Валенсия с голове на Григоров и Фернандо Ансола). Така с общ резултат 3:1 Славия продължава напред в турнира.

### ЦСКА
ЦСКА играе срещу Валенсия през 1978 в среща от 1/32-финалите за Купата на УЕФА. На 13 септември в София „червените“ побеждават с 2:1, но 14 дни след това, в среща-реванш „прилепите“ надделяват с 4:1.

### „Лудогорец“
С Валенсия „Лудогорец“ се е срещал два пъти в официални срещи. Първият мач е 1/8 финал в Лига Европа и се състои на 13 март 2014 г. в София като срещата завършва 3 – 0 за „Валенсия“ . Вторият мач е реванш от 1/8 финал в Лига Европа и се състои на 20 март 2014 г. във Валенсия като срещата завършва 1 – 0 за „Валенсия“ .

## Състав

### Настоящ състав
Към 2 септември 2019 г.

## Успехи
- Примера Дивисион
  -  Шампион (6): 1942, 1944, 1947, 1971, 2002, 2004

- Купа на Краля
  -  Носител (8):1941, 1949, 1954, 1967, 1979, 1999, 2008, 2019

- Суперкупа на Испания
  -  Носител (2): 1949, 1999

### Международни
- Купа на УЕФА
  -  Носител (1): 2004

- Купа на Панаирните градове
  -  Носител (2): 1962, 1963

- КНК
  -  Носител (1): 1980

- Суперкупа на Европа
  -  Носител (2): 1980, 2004

- УЕФА Интертото
  -  Носител (1): 1998

- Шампионска лига
  -  Финалист (2): 2000, 2001

## Известни футболисти
- Любослав Пенев
- Предраг Миятович
- Райнер Бонхоф
- Курт Яра
- Ромарио
- Марио Кемпес
- Клаудио Лопес
- Андони Субисарета
- Гайска Мендиета
- Мирослав Джукич
- Бенито Карбоне
- Пабло Аймар
- Ариел Ортега
- Амедеу Карбони
- Давид Виля
- Давид Силва
- Фернандо Мориентес
- Кристиан „Кили“ Гонсалес
- Хоакин
- Сантяго Канисарес
- Мигел Анхел Ангуло
- Маурисио Пелегрино
- Леонурдо
- Горан Влаович
- Англома
- Дидие Дешам
- Стефано Фиоре
- Марко Ди Вайо
- Кристиано Лукарели
- Джони Реп
- Патрик Клойверт
- Мохамед Сисоко
- Джон Карю
- Миодраг Белодедич
- Адриан Илие
- Габриел Попеску
- Валери Карпин
- Олег Саленко
- Щефан Шварц
- Юаким Бьорклунд
- Никола Жигич
- Карлос Марчена
- Николас Отаменди

## Известни бивши треньори
| - Алфредо Ди Стефано - Гюс Хидинк - Карлос Алберто Перейра | - Луис Арагонес - Хорхе Валдано - Клаудио Раниери | - Ектор Купер - Рафаел Бенитес - Роналд Куман | - Унаи Емери - Ернесто Валверде |

## Български футболисти
- Любослав Пенев: 1989/95 - (167 мача - 67 гола)